# 金粟镇
金粟镇，是中华人民共和国四川省乐山市五通桥区下辖的一个乡镇级行政单位。2019年12月，撤销桥沟镇，将其所属行政区域划归金粟镇管辖。

## 行政区划
金粟镇下辖以下地区：
姜市街社区、磨子街社区、金江村、一江村、印盒山村、双漩村、刘家山村、五一村和庙儿山村。